# Marabá Paulista
Marabá Paulista is een gemeente in de Braziliaanse deelstaat São Paulo. De gemeente telt 5.996 inwoners (schatting 2009).